# Leuctra carolinensis
Leuctra carolinensis är en bäcksländeart som beskrevs av Peter Walter Claassen 1923. Leuctra carolinensis ingår i släktet Leuctra och familjen smalbäcksländor. Inga underarter finns listade i Catalogue of Life.